# We Sweat Blood
We Sweat Blood è il secondo album in studio del gruppo rock canadese Danko Jones, pubblicato nel 2003.

## Tracce
1. Forget My Name – 2:53
2. Dance – 3:29
3. I Love Living in the City – 3:22
4. I Want You – 3:18
5. Heartbreak's a Blessing – 2:55
6. Wait a Minute – 2:34
7. Strut – 2:49
8. Home to Hell – 2:12
9. Hot Damn Woman – 3:06
10. The Cross – 2:22
11. Love Travel – 2:57
12. We Sweat Blood – 2:57